# Джозеф Белл (моряк)
Джозеф Белл (англ. Joseph Bell; 12 березня 1861 — 15 квітня 1912) — англійський моряк, інженер-судномеханік. Був головним механіком на борту «Титаніка» під час його єдиного рейсу. Після зіткнення лайнера з айсбергом організовував роботу всіх механіків, машиністів, кочегарів та інших членів трюмної команди з підтримки електропостачання судна. Завдяки їх злагодженій роботі, радистам вдалося встановити зв'язок з рядом суден і передати сигнал лиха, відсутність перебоїв з освітленням дозволило частині пасажирів безпечно евакуюватися з лайнера. Сам Белл залишався на своєму посту до кінця.

## Біографія
Джозеф Белл народився 12 березня 1861 року у Фалрамі, графство Камбрія, Англія. Названий на честь своїх діда і прадіда. Батько Джозефа — Джон — у сімнадцятирічному віці успадкував від свого батька ферму, яка належала родині Беллів протягом декількох десятиліть. Мати Джозефа — Маргарет Белл (до шлюбу Вотсон) також була родом із селянської родини.
Джозеф був першою дитиною в сім'ї. У 1864 році народилася сестра Джейн, а в 1865 році — брат Річард. Після пологів при народженні другого брата, Джона, у 1868 році мати померла. Початкову освіту всі діти отримали в приватній сільській школі. Після смерті дружини Джон з дітьми переїхав в район Еден на заході графства Камбрія. Діти відвідували академію Вільяма Гаррісона у Карлайлі. У 1881 році Джозеф переїхав до Ньюкасла, де влаштувався помічником слюсаря-монтажника.
1892 року Белл одружився з Мод Бейтс. У шлюбі народилося ще четверо дітей: Френсіс-Джон (1896), Марджорі-Клер (1899), Ейлін-Мод (1901) і Ральф-Дуглас (1908).
У 1885 році Джозеф Белл розпочав службу в судноплавній компанії «White Star Line». З 1891 року обіймав посаду головного судномеханіка. До «Титаніка» він працював на пароплавах, що здійснювали рейси до Нью-Йорка та Веллінгтона: «Маджестик», «Британіка», «Тевтонік», «Коптік» «Іонік», «Бовік», «Севік», «Афенік», «Селтік», «Седрік», «Балтік», «Океанік», «Адріатик», «Лаурентік» та «Олімпік». У квітні 1912 року призначений головним судномеханіком «Титаніка».

### Служба на «Титаніку»
10 квітня 1912 року Джозеф Белл вирушив у рейс із Саутгемптона на борту нового пароплава «Титанік». Перші чотири дні плавання проходили штатно. О 23:40 14 квітня за 640 км на південний схід від острова Ньюфаундленд «Титанік» по дотичній зіткнувся з айсбергом. Белл одним з перших оглянув пошкоджену обшивку правого борта лайнера і доповів капітану Едварду Сміту, що пошкодження серйозні, але спочатку сподівався, що додаткові насоси впораються з напором води. Незабаром з'ясувалося, що швидкість надходження води в трюм перевищує швидкість її відкачування в 15 разів. Незважаючи на це, відкачка води не припинялася.
Одразу після зіткнення з роботи були виведені дві з шести котелень «Титаніка», виробництво пару скорочувалося. Вода почала затоплювати відсік за відсіком, однак Белл наказав всім членам машинної команди залишатися на своїх місцях. Щоб уникнути вибухів розпечених котлів в четвертій котельні при контакті з крижаною водою Белл наказав кочегарам загасити топки. Перші три котельні за наказом Белла продовжували працювати, завдяки чому вдавалося підтримувати безперебійне електропостачання лайнера, необхідне для освітлення і роботи насосів, які відкачували воду. Крім того, Белл зі своїми помічниками підключив резервні генератори. Завдяки спільним зусиллям і узгодженим діям членів трюмної команди на чолі з Джозефом Беллом, електроенергія на судні повністю відключилася лише о 2:16 — за 4 хвилини до його занурення.
Джозеф Белл загинув разом з більшістю своєї команди, не намагаючись врятуватися. Його тіло в ході пошукової операції виявлено не було.